# Quousque tandem abutere, Catilina, patientia nostra?

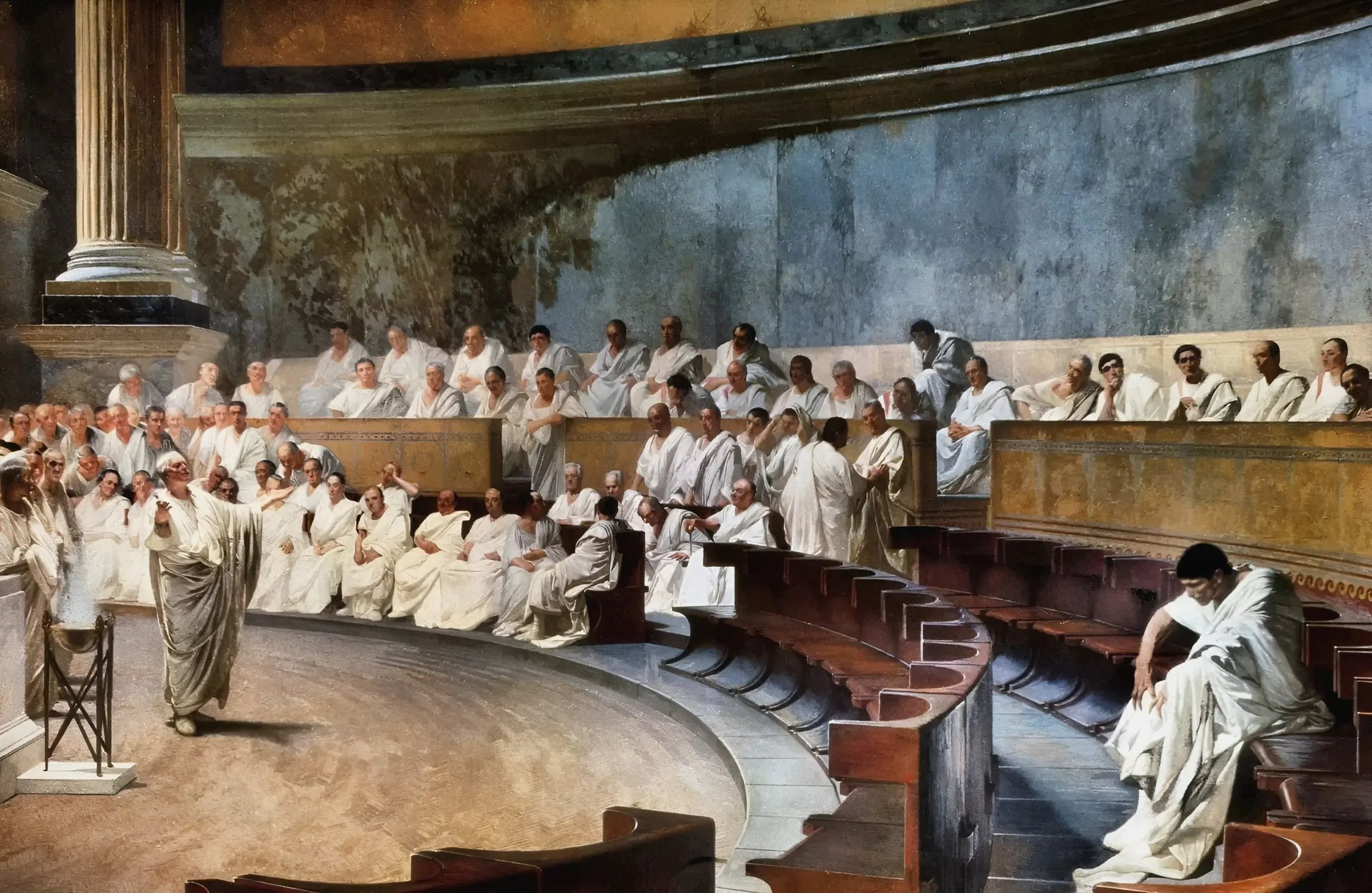
Roma: Cicerone denuncia Catilina, affresco di Cesare Maccari a Palazzo Madama che raffigura Cicerone contro Catilina

La locuzione latina Quousque tandem abutere, Catilina, patientia nostra? significa «Fino a quando dunque, Catilina, abuserai della nostra pazienza?».
L'invettiva prosegue con le parole: «Quamdiu etiam furor iste tuus nos eludet? Quem ad finem sese effrenata iactabit audacia?»: «Quanto a lungo ancora codesta tua follia si prenderà gioco di noi? Fino a che punto si spingerà [la tua] sfrenata audacia?».

## Storia
Queste violente parole, un'apostrofe, costituiscono il celeberrimo incipit ex abrupto della prima delle orazioni dette Catilinarie, e la scintilla che provocò l'inizio della sconfitta di Catilina e della sua congiura per rovesciare la repubblica. L'orazione fu pronunciata da Marco Tullio Cicerone, opportunamente protetto dai legionari romani, di fronte al Senato romano, riunito nel tempio di Giove Statore, l'8 novembre del 63 a.C., per denunciare Catilina, il quale si presentò nell'assemblea la stessa mattina in cui dei sicari da lui inviati avrebbero dovuto uccidere Cicerone. Il senatore, avvertito in tempo del complotto, non permise ai finti emissari di Catilina di entrare nella sua casa e denunciò immediatamente l'accaduto in Senato.

## Varianti
Sallustio pone in bocca a Catilina la seguente domanda retorica: 
| (LA) «Quae quousque tandem patiemini, o fortissimi viri?» | (IT) «O miei prodi, fino a quando sopporterete questa situazione» |
| (Congiura di Catilina, XX, 9)                             |                                                                   |

Molto simile alla locuzione è il VI, 18 del Ab Urbe condita, opera di Tito Livio, e il IX, 2 dell'Institutio oratoria di Quintiliano.

## Nella cultura di massa
L'espressione appartiene anche al linguaggio comune: viene usata, anche in forma abbreviata e sospesa (Quo usque tandem...) con l'intenzione di accusare il suo destinatario di abusare della pazienza, dell'indulgenza, o della buona educazione di chi la proferisce, o del gruppo di cui si fa portavoce.
Nel suo romanzo Conspirata, Robert Harris presenta il discorso, attraverso le parole del segretario del console Tirone, come frutto non di un'elaborata preparazione retorica, ma della sola emotività di Cicerone, secondo il catoniano principio del rem tene, verba sequentur.
Tra le arti figurative la scena è stata immortalata nell'affresco di Cesare Maccari a palazzo Madama che raffigura l'arringa di Cicerone contro Catilina nella sala Maccari, affresco  che ispirò le scenografie di Luciana Arrighi per lo spettacolo teatrale del 1974 sulla congiura.